# Fanny (novel·la)
Fanny és una novel·la de Carles Soldevila publicada originalment en català el 1929 per la Llibreria Catalònia a Barcelona. Va aconseguir l'accèssit al Premi Joan Crexells de narrativa l'any 1929, que va guanyar El cercle màgic de Joan Puig i Ferreter. La novel·la és la primera entrega de la trilogia integrada per Fanny, Eva i Valentina. Va ser una de les primeres obres narratives publicades en català després del període noucentista. És una novel·la psicològica escrita emprant el mètode del monòleg interior. L'obra va causar diverses polèmiques ja que va ser acusada d'immoral per part dels sectors més conservadors de la societat.

## Argument
Fanny és una noia educada en una família burgesa de Barcelona. Després de la mort del seu pare, la ruïna familiar i la fugida dels seus germans a l'Amèrica del Sud; Fanny acaba treballant a una revista de l'Avinguda del Paral·lel. La protagonista ha de fer-se càrrec de la seva mare, que no accepta la pèrdua de l'estatus social burgès. La història fa un gir quan Fanny coneix a Jordi, un jove burgès, de qui s'enamorarà, malgrat que representa la classe social de la qual ella va ser apartada.
El personatge de Fanny és el d'una noia jove i intel·ligent que no segueix les normes socials de l'època. Soldevila fa servir els personatges de la novel·la amb finalitat educadora per a la burgesia catalana d'aquella època.
La novel·la transcorre per diversos espais de l'ideari barceloní dels anys 20: el Paral·lel, la Rambla o Pedralbes. També s'hi anomenen llocs com la Biblioteca de Catalunya, la Biblioteca Arús o el Gran Teatre del Liceu.